# 阿默斯贝克
阿默斯贝克是德国石勒苏益格－荷尔斯泰因州的一个市镇。总面积17.71平方公里，总人口9442人，其中男性4657人，女性4785人（2011年12月31日），人口密度533人/平方公里。